# Edward Braniewski

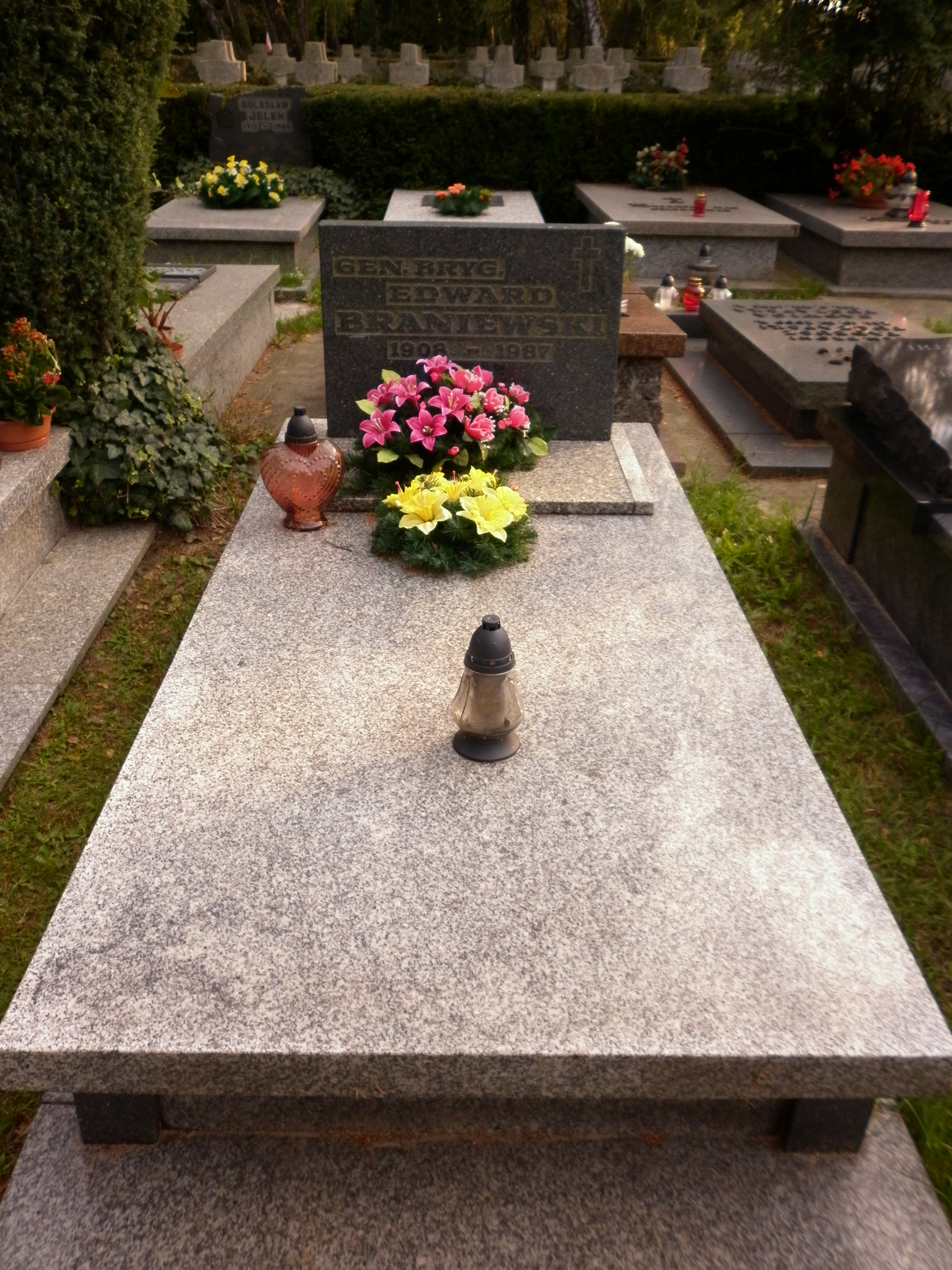
Grób gen. bryg. Edwarda Braniewskiego na Cmentarzu Wojskowym na Powązkach

Edward Braniewski, pierwotnie Brandstetter (ur. 25 lutego 1908 w Starosielcach koło Białegostoku, zm. 8 października 1987 w Warszawie) – generał brygady Wojska Polskiego.

## Życiorys
W latach 1916–1918 przebywał wraz z rodziną w Rosji, gdzie został ewakuowany w trakcie I wojny światowej. W latach 1916–1918 uczył się w szkole podstawowej w Kałudze. Po odzyskaniu przez Polskę niepodległości powrócił do Białegostoku, gdzie uczył się w Państwowym Gimnazjum im. Zygmunta Augusta. W 1929 zdał maturę w Liceum Handlowym Zgromadzenia Kupców w Warszawie. Od 1927 pracował na stanowisku korespondenta handlowego w Biurze Techniczno-Handlowym Adolf Richter. W latach 1935–1939 działał w Związku Zawodowym Pracowników Handlu i Biurowości, w którym był członkiem Zarządu Głównego i sekretarzem sekcji. Był także współwłaścicielem kompleksu przemysłowo-rolnego Dojlidy koło Białegostoku. 
Po zajęciu wschodnich terenów Polski przez Armię Czerwoną we wrześniu 1939 udał się do Witebska, gdzie pracował jako robotnik w fabryce im. Kaganowicza. Równolegle w latach 1939-1943 był członkiem i sekretarzem zarządu Związku Zawodowego Przemysłu Mącznego. Po napaści Niemiec na ZSRR w 1941 został ewakuowany w rejon czelabiński na Uralu. W czerwcu 1943 wstąpił do formowanych na terenie ZSRR  Polskich Sił Zbrojnych. Został przydzielony do 1 zapasowego pułku piechoty 1 Dywizji Piechoty im. Tadeusza Kościuszki, gdzie został zastępcą dowódcy batalionu ds. polityczno-wychowawczych. 15 sierpnia 1943 rozkazem dowódcy 1 Korpusu PSZ w ZSRR został mianowany chorążym w korpusie oficerów polityczno-wychowawczych. Od jesieni 1943 instruktor polityczno-wychowawczy 1 zapasowego pułku piechoty, a od listopada 1943 instruktor sekcji polityczno-wychowawczej 6 pułku piechoty 2 Dywizji Piechoty im. Henryka Dąbrowskiego. Od maja 1944 instruktor Wydziału Polityczno-Wychowawczego 2 DP im. Dąbrowskiego. W tym okresie ukończył Dywizyjny Kurs Dowódców Batalionu i Pułku. Latem 1944 przeszedł szlak bojowy 2 DP od Bugu do Lublina. W sierpniu 1944 przeszedł na stanowisko starszego instruktora polityczno-wychowawczego Kwatermistrzostwa 1 Armii WP, a w listopadzie został zastępcą szefa wydziału polityczno-wychowawczego Kwatermistrzostwa. Brał udział w walkach 1 Armii WP pod Lublinem, Warszawą, na Wale Pomorskim, nad Odrą i Łabą. 
Po wojnie został szefem wydziału ogólno-organizacyjnego w Zarządzie Politycznym 1 Armii WP, od września 1945 był szefem wydziału informacji i instruktorem organizacyjnym w Głównym Zarządzie Polityczno-Wychowawczym WP. Od lutego 1946 zastępca szefa, a od maja 1947 szef Oddziału II Organizacyjnego - zastępca szefa Głównego Zarządu Polityczno-Wychowawczego WP. W okresie nieco ponad trzech lat awansował ze stopnia szeregowego (1943) do pułkownika (1946).
2 grudnia 1947 roku został komendantem Grupy Przygotowawczej, a w marcu 1948  Prezydent RP Bolesław Bierut mianował go komendantem głównym Powszechnej Organizacji "Służba Polsce". Od stycznia 1951 zastępca dowódcy Okręgu Wojskowego nr 4 we Wrocławiu ds. politycznych i szef Zarządu Politycznego tego okręgu. W lutym 1953 zwolniony ze stanowiska, a w marcu 1953 zwolniony z WP i przeniesiony do rezerwy. Pracował  jako dyrektor departamentu w Ministerstwie Skupu, a od stycznia 1955 jako dyrektor Departamentu Nauki i Szkolnictwa w Państwowej Komisji Etatów. We wrześniu 1956 został dyrektorem Polskiej Agencji Prasowej. W maju 1958, po wyrażeniu zgody przez premiera Józefa Cyrankiewicza powrócił do służby w ludowym WP i został szefem Głównej Kontroli MON. 13 lipca 1960 na mocy uchwały Rady Państwa PRL został mianowany generałem brygady; nominację wręczył mu w Belwederze 20 lipca 1960 przewodniczący Rady Państwa Aleksander Zawadzki. W latach 1960–1963, w systemie zaocznym, studiował w Akademii Sztabu Generalnego WP w specjalności ogólnowojskowej. Od lipca 1965 do października 1969 był komendantem Wojskowej Akademii Politycznej im. Feliksa Dzierżyńskiego. W sierpniu 1966 został także szefem Katedry Ekonomiki, Zaopatrzenia Materiałowo-Technicznego, Transportu, Eksploatacji i Budownictwa Wojskowego - profesorem Wydziału Ekonomiczno-Wojskowego tej uczelni. 5 listopada 1969 roku został przeniesiony w stan spoczynku z powodu osiągnięcia ustawowej granicy wieku.
Został pochowany 14 października 1987 roku na Cmentarzu Wojskowym na Powązkach w Warszawie (kwatera B 4-7-17). W uroczystościach pogrzebowych uczestniczyła delegacja WP z komendantem WAP gen. dyw. Władysławem Polańskim, który przemawiał w imieniu kierownictwa Ministerstwa Obrony Narodowej.

## Awanse
W trakcie wieloletniej służby w ludowym Wojsku Polskim otrzymywał awanse na kolejne stopnie wojskowe:
- chorąży - 15 sierpnia 1943
- podporucznik - 1 września 1944
- porucznik - 1 stycznia 1945
- kapitan - 1 maja 1945
- major - 1 października 1945
- podpułkownik - 23 grudnia 1945
- pułkownik - 12 października 1946
- generał brygady - 13 lipca 1960

## Życie prywatne
Syn Augusta Rudolfa Brandstettera (1872-1941), tokarza na kolei oraz Otylii Marii z domu Richter (1874-1945), córki przemysłowca. Po wojnie mieszkał w Warszawie. Był dwukrotnie żonaty. Pierwsza żona Romana z domu Bajdel (1908-1963). Od 1963 żonaty z Marią Śmiałek, pielęgniarką. Miał syna i córkę. W 1947 zmienił nazwisko z Brandstetter na Braniewski, co zostało potwierdzone rozkazem oficerskim Departamentu Personalnego MON.

## Odznaczenia
- Order Sztandaru Pracy II klasy (1963)
- Krzyż Komandorski Orderu Odrodzenia Polski (1968)
- Krzyż Oficerski Orderu Odrodzenia Polski (1959)
- Krzyż Kawalerski Orderu Odrodzenia Polski (1945)
- Order Krzyża Grunwaldu III klasy (1945)
- Srebrny Krzyż Zasługi (1945)
- Medal za Warszawę 1939–1945 (1946)
- Medal za Odrę, Nysę, Bałtyk (1946)
- Medal 10-lecia Polski Ludowej
- Brązowy Medal „Siły Zbrojne w Służbie Ojczyzny” (1951)
- Złote odznaczenie im. Janka Krasickiego (1966)[4]
- Medal „Za wyzwolenie Warszawy” (ZSRR)
- Medal „Za zdobycie Berlina” (ZSRR)
- Medal „Za zwycięstwo nad Niemcami w Wielkiej Wojnie Ojczyźnianej 1941–1945” (ZSRR)
- Krzyż Wojenny Czechosłowacki 1939 (1948)